# Joseph Johnson (cầu thủ bóng đá, sinh ra ở Felling)
Joseph Johnson là một cầu thủ bóng đá chuyên nghiệp người Anh thi đấu ở vị trí hậu vệ biên cho Sunderland.